# New Alluwe, Oklahoma
New Alluwe, Oklahoma (енгл. New Alluwe) град је у америчкој савезној држави Оклахома.

## Демографија
По попису из 2010. године број становника је 90, што је 5 (-5,3%) становника мање него 2000. године.
| Група             | 2000.      | 2010.      |
| Белци             | 51 (53,7%) | 40 (44,4%) |
| Афроамериканци    | 0 (0,0%)   | 0 (0,0%)   |
| Азијати           | 0 (0,0%)   | 0 (0,0%)   |
| Хиспаноамериканци | 0 (0,0%)   | 0 (0,0%)   |
| Укупно            | 95         | 90         |